# أنتوني هيكس
أنتوني هيكس (بالإنجليزية: Anthony Hicks)‏ هو عالم موسيقى بريطاني، ولد في 26 يونيو 1943 في سوانزي في المملكة المتحدة، وتوفي في 26 مايو 2010 في لندن في المملكة المتحدة بسبب تليف رئوي.